# 余學夔
余學夔（1372年—1444年），字一夔，号北轩，江西泰和人，明朝政治人物。

## 生平
永樂二年（1404年），余學夔中式甲申科二甲第十四名進士，授庶吉士。明成祖命解縉選士，其從進士中余學夔直入文淵閣。永樂十三年，升爲翰林院檢討，后升爲翰林院侍讀，參與修撰《永樂大典》。
宣徳元年，主應天試。宣德二年（1427年）乞休歸。正统九年（1444年）卒，年七十三。

## 著作
有《北轩诗文集》五十卷。